# バックヤード ウルトラ
バックヤード ウルトラ（英: Backyard ultra）は、ウルトラマラソンの形態の一つである。競技者は、6,706 メートル (4.167 マイル)を 1時間以内に走り、それを継続させなければならない。各ラップを終了した後は、残りの時間を次のレースのリカバリーに使うことができる。

## 解説
バックヤード ウルトラは、始まってからちょうど1時間後までに競技者は6,704メートルを走る。これらの距離は1時間ごとに繰り返される。レースは, 最後のランナーになるか、敗北を認めた、または制限時間内にゴールできなかった時に終了する。
ランナーが1時間で走る距離は、{\displaystyle {\tfrac {100}{24}}}マイルか、6,705.6メートルを切り上げて6,706メートルに設定される。24回走った競技者の総距離は、ちょうど100マイル となる。
バックヤード ウルトラは、通例6,706メートルとなるループ状のコースで開催されるが、スウェーデンでは400メートルのトラックで開催された。
もし、他の競技者より1回でも多く走った者が誰もいなかった場合、全ての競技者はDNFとなり勝者はいない。スウェーデンでは、最終ラップをもっとも速く走った者が勝者となった。
初のバックヤード ウルトラであるBig's Backyard Ultraは、 Lazarus Lakeが、彼の敷地で銃撃により傷ついた状態で発見されたアメリカン・ピット・ブル・テリアの「Big」に捧げるため、2012年に開催された。開催地は、その名が示すとおり彼の裏庭であるテネシー州である。
以降、バックヤード ウルトラは世界中で開催されるようになった。世界各地で開催されるバックヤード ウルトラの勝者にはゴールデン チケットが授与され、バックヤード ウルトラの世界選手権にあたるBig's Backyard Ultraに出走する権利を得られる。2020年時点でゴールデンチケットを授与されるレースは、23カ国で36大会にのぼる。
バックヤード ウルトラでの最長距離は、2018年の10月に開催されたBig's Backyard Ultra でJohan Steeneが樹立した68回(283.335マイル)である。女性の競技者による最長距離は、2018年の10月に開催されたBig's Backyard UltraでCourtney Dauwalterが樹立した67回である。
Guillaume Calmettesは、200マイル以上の距離を3回完走した。一方、Peter Cromieは100マイル以上の距離を7回(4回は100マイル、2回は150マイル、1 回は200マイル)完走した。

## 日本におけるバックヤード ウルトラ
日本初のバックヤード ウルトラとなるBackyard Ultra Last Samurai Standing が2020年2月8日から10日にかけて開催された。勝者は42周を走った館野久幸。